# Ozonoterapia

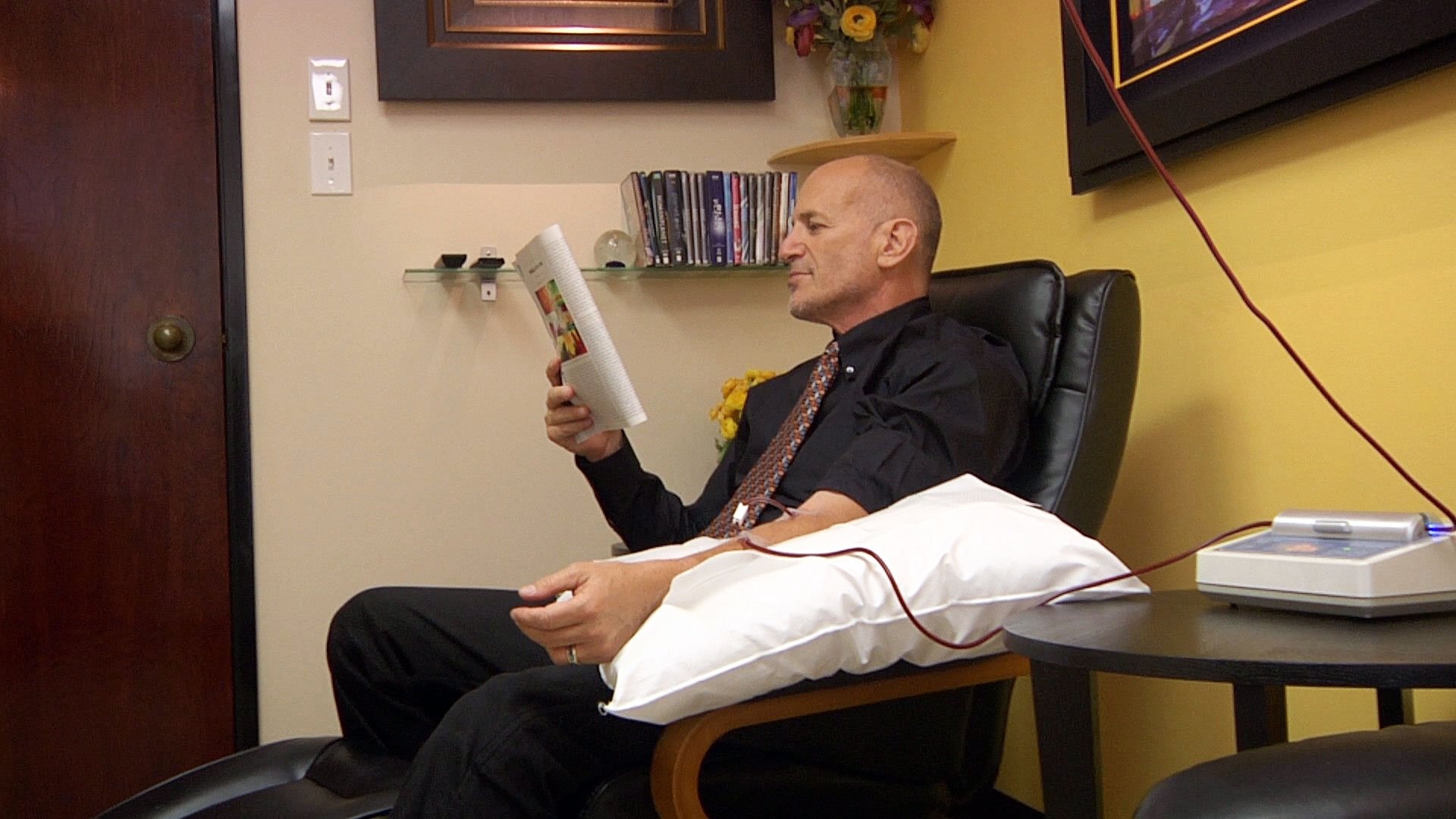
Pessoa recebendo ozonoterapia intravenosa

Ozonoterapia é uma forma de medicina alternativa que alega aumentar a quantidade de oxigênio no corpo introduzindo ozônio. É baseada em pseudociência e é considerada perigosa para a saúde, sem benefícios verificáveis.
A ozonoterapia é vendida como tratamento alternativo para várias doenças. A partir de 1991, a Food and Drug Administration processou e mandou para a prisão várias pessoas que se apresentavam como médicos e vendiam produtos ozonoterápicos como tratamento médico ou por operar clínicas médicas usando a ozonoterapia para tentar tratar doenças. Atividades semelhantes resultaram em prisões em outros países.  Pelo menos 10 mortes já foram relacionadas à ozonoterapia ou à sua ineficácia. Houve investigação em nove casos, e em oito foi descoberto que os praticantes haviam usado credenciais falsas.

## Usos propostos
A ozonoterapia consiste na introdução de ozônio no organismo através de vários métodos, geralmente envolvendo a mistura com gases e líquidos antes da injeção por via vaginal, retal, intramuscular, subcutânea ou intravenosa. O ozônio também pode ser introduzido por meio da auto-hemoterapia, na qual o sangue é retirado do paciente, exposto ao ozônio e posteriormente reinjetado.
A terapia tem sido proposta para o tratamento de várias doenças, incluindo câncer, AIDS, esclerose múltipla, artrite, doenças cardíacas, doença de Alzheimer e doença de Lyme, embora a evidência para essas aplicações seja limitada. Teorias sobre a capacidade do ozônio de matar células tumorais com oxigênio não têm base científica confiável. Para o tratamento do HIV/AIDS, embora o ozônio desative partículas virais fora do corpo, não há evidência de benefício para os pacientes vivos.
A agência americana FDA declarou em 1976 (e reiterou sua posição em 2006) que, quando inalado, o ozônio é um gás tóxico que não tem aplicação médica segura demonstrada, embora essas declarações tratem principalmente do potencial de o gás causar inflamação e edema pulmonar. Além disso, para que o ozônio seja eficaz como germicida, ele deve estar presente em concentrações muito maiores do que as que podem ser seguramente toleradas por humanos ou outros animais. Estudos de revisão mais recentes destacaram que diferentes vias de administração podem resultar em diferentes perfis terapêuticos e de efeitos colaterais, ainda que até o momento não tenha sido feita uma meta-análise estatisticamente robusta da pesquisa disponível.
Tem-se sugerido o uso do ozônio para odontologia, mas as evidências existentes não apoiam seu uso. Alguns estudos de revisão sugerem o ozônio como possível tratamento para hérnia de disco e neuropatia diabética.
Há certa controvérsia sobre o uso por atletas na tentativa de aumentar o desempenho. Embora o uso em si não seja permitido, ele pode ser misturado com substâncias proibidas para administração antes da injeção.

## Segurança
A principal preocupação relacionada à ozonoterapia gira em torno da segurança da ozonização do sangue. Está bem estabelecido que, quando inalado por mamíferos, o ozônio reage com compostos nos tecidos que revestem os pulmões e desencadeia uma cascata de efeitos patológicos, incluindo edema pulmonar. Saul Green argumentou que, como o ozônio tem a capacidade de oxidar compostos orgânicos em um ambiente atmosférico, ele também deve oxidar os componentes do sangue e os tecidos humanos endógenos. Sabe-se que o ozônio é tóxico se inalado em níveis elevados, mas não se inalado em dose única e níveis menores. Os proponentes sugerem que seus efeitos dependem do tecido, embora isso ainda seja debatido.
As complicações graves relatadas pelo uso dessa terapia incluem o desenvolvimento de hepatite e também incluem cinco mortes relatadas, além de uma amputação. Há certa preocupação sobre a possível associação com ataques cardíacos após a auto-hemoterapia, embora esta associação também tenha sido contestada.

## História
Em 1856, apenas 16 anos após sua descoberta, o ozônio foi usado pela primeira vez em um estabelecimento de saúde para desinfetar salas de operação e esterilizar instrumentos cirúrgicos. No final do século XIX, o uso de ozônio para desinfetar a água potável de bactérias e vírus estava bem estabelecido na Europa continental.
Em 1892, a revista The Lancet publicou um artigo descrevendo a administração do ozônio para o tratamento da tuberculose. Durante a Primeira Guerra Mundial, o ozônio foi testado no Hospital Militar da Rainha Alexandra, em Londres, como um possível desinfetante para feridas. O gás foi aplicado diretamente às feridas por até 15 minutos. Isso resultou em danos tanto às células bacterianas quanto ao tecido humano. Outras técnicas de sanitização, como irrigação com antissépticos, acabaram sendo preferidas.
Em abril de 2016 a Food and Drug Administration proibiu o uso medicinal de ozônio "em qualquer condição médica para a qual não haja prova de segurança e eficácia", afirmando que o ozônio é um gás tóxico, sem aplicação médica conhecida, mesmo como terapia auxiliar, e também desaconselha seu uso como germicida.
No Brasil, o Ministério da Saúde inclui a ozonoterapia dentre as práticas integrativas e complementares que são custeadas pelo Sistema Único de Saúde. Em 2019 o Conselho Federal de Medicina (CFM) publicou um artigo que proíbe a prescrição médica desse tratamento em consultórios e hospitais. Em 7 de agosto de 2023, foi sancionado projeto de lei federal que autoriza o uso de ozonioterapia como tratamento complementar, não podendo ser usada como tratamento único, fato que deve ser informado ao paciente.